# Christian August von Eyben
Christian August von Eyben (født 30. august 1700 i Slesvig by, død 21. januar 1785 i Lübeck) var en tysk jurist og domdekant i Fyrstbispedømmet Lübeck.
Han var søn af diplomaten Christian Wilhelm von Eyben og nevø til Hulderich von Eyben og Weipart Ludwig von Fabrice. 
Efter sin dannelsesrejse med sin et år ældre bror Friedrich gik han 1723 i tjeneste som kammerjunker hos fyrstebiskoppen af Lübeck, Christian August af Slesvig-Holsten-Gottorp. Han blev bisidder i justitskancelliet, rentekammeret og i konsistorium og blev overhofmester hos hans gemalinde, Albertine Frederikke af Baden-Durlach.
I 1729 blev han domherre ved Lübeck Domkirke og 1763 domdekant. 1742 modtog han Sankt Anna-ordenen og 1756 Dannebrogordenen og var tillige dansk kammerherre.
1735 ægtede han i Braunschweig Domkirke Elisabeth Sophia Maria von Hassberge (1717–1782). Parret havde otte børn:
1. Elisabeth Sophia Maria von Eyben (1736–1780), fra 1766 første kammerfrøken hos dronning Caroline Mathilde
2. Friedrich Ludwig von Eyben (1738–1793)
3. Christian Wilhelm von Eyben (1741–1774)
4. Adolph Gottlieb von Eyben (1741–1811)
5. Albertine Friederike von Eyben (1743–1809)
6. Joachim Werner von Eyben (1746–1811), officer, slutteligt oberst i Oldenburg
7. Charlotte Christiane Augusta von Eyben (1748–1830), konventualinde i Kloster Lüne
8. August Wilhelm Gottlob von Eyben (1751–efter 1804)

Christian August og hustru blev begravet i det nordøstlige koromgangskapel i Lübeck Domkirke.